# Melànop de Cime
Melànop de Cime (Malenopous, Melánopos Μελάνωπος) fou un poeta mític grec de Cime (Cyme), que Pausànias situa entre Olen i Aristeu i diu que va compondre un himne a Opis i Hecerge on establia alguna genealogia divina. En antigues genealogies Melànop apareix com l'avi d'Homer, però no correspon a un fet real.